# Shōjo-tachi wa Kōya wo Mezasu
Shōjo-tachi wa Kōya o Mezasu (少女たちは荒野を目指す lit. Chicas aspirando en el páramo?), a menudo abreviado como Shokomeza (しょこめざ?)  también conocido como Girls Beyond the Youth Koya, es una novela visual desarrollada por Minato Soft para ser publicada por Windows el 25 de marzo de 2016 con una clasificación para todas las edades. Una adaptación a anime, producida por Project No.9 y dirigida por Takuya Satō, se estrenó en enero de 2016.

## Modo de juego
Shōjotachi wa Kōya o Mezasu es una novela visual de romance en la que el jugador asume el rol de Buntarō Hōjō. Mucho de su modo de juego se basa en pasar el tiempo leyendo la narrativa de la historia y el diálogo. El texto en el juego está acompañado de sprites de los personajes, que representan con quién Buntarō está hablando, sobre el arte de fondo. A través del juego, el jugador se encontrará varios CG a ciertos puntos de la historia, que tomarán el lugar del arte de fondo y los sprites de los personajes. El juego sigue una trama ramificada con múltiples finales, y dependiendo de las decisiones que el jugador haga durante el juego, la trama progresará en una dirección específica.
Hay cuatro rutas principales que el jugador tendrá la oportunidad de experimentar, una para cada heroína. A lo largo del juego, al jugador se le dan múltiples elecciones a elegir, y el progreso del texto se pausa en esos puntos hasta que la decisión este hecha. Algunas decisiones pueden hacer que el juego termine prematuramente, lo cual ofrece un final alternativo a la trama. Para ver todas las rutas, el jugador tendrá que jugar de nuevo el juego múltiples veces y elegir diferentes opciones para llevar la trama en una dirección alternativa.

## Personajes
Buntarō Hōjō (北条 文太郎 Hōjō Buntarō?)
Seiyū: Seiichirō Yamashita
Buntarō, apodado Bunta (ブンタ) es el protagonista. Él es trabajador, amigable, y muy consciente de lo que lo rodea. El usualmente escribe los escenarios para el club de drama, a pesar de que lo escribe está basado en historias existentes. Él se convierte en el escritor de escenarios para el juego producido por Sayuki. Su estatura es de 175cm y su tipo de sangre es A.
Sayuki Kuroda (黒田 砂雪 Kuroda Sayuki?)
Seiyū: Haruka Chisuga
Sayuki es la callada compañera de clases de Buntarō. Ella ha estado investigando a Buntarō y ella se convenció a sí misma de que el debe ser el escritor de escenarios para su próximo juego. Ella quiere hacer un juego bishōjo porque ella sabe que este mundo es un "páramo" donde la gente esta forzada a hacer algo en lo que ellos no tienen interés para así tener dinero para vivir. Ella está inspirada por su hermano mayor que trabaja para una compañía de juegos. Su estatura es de 163cm, su tipo de sangre es A y sus medidas son 84-57-84.
Teruha Andō (安東 テルハ Andō Teruha?)
Seiyū: Satomi Akesaka
Apodada Akkīna (アッキーナ?), Teruha es otra compañera de clases de Buntarō. Ella es la programadora, diseñadora web, y escritora de composición del juego de Sayuki. A pesar de trabajar en un juego bishōjo, Teruha es una fuerte Fujoshi, y ve a los personajes como hombres para así tener "la vibra". La manera de pensar de Teruha es opuesta a la de Sayuki, y ella no tiene miedo de intentar algo nuevo por lo que usualmente se pelea con Sayuki por sus ideales. Debido a no tener permiso de la escuela, ella trabaja secretamente como Sirvienta en un Café usando un alter ego con el nombre de "Luka" (ルカ Ruka). Su estatura es de 170cm, su tipo de sangre es B y sus medidas son 90-59-88. 
Uguisu Yūki (結城 うぐいす Yūki Uguisu?)
Seiyū: Satomi Satō
Uguisu es una estudiante de primer año. Ella es apodada Tori (トリ, "pájaro") porque su nombre es el mismo que la curruca japonesa. La artista del juego, Uguisu es tímida y a veces se olvida de cuidarse a sí misma por su amor al dibujo. Su seudónimo es "Hokekiyo" (ホケキヨ) y su arte usualmente obtiene una alta calificación en Pixi. Su estatura es de 149cm, su tipo de sangre es AB y sus medidas son 73-50-71.
Yūka Kobayakawa (小早川 夕夏 Kobayakawa Yūka?)
Seiyū: Kana Hanazawa
Yūka es la amiga de la infancia de Buntarō. Ella es una chica energética que es buena actuando. Ella luego se convierte en la directora de voces del juego de Sayuki y da su propia voz. Ella tiene sentimientos por Buntarō. Su estatura es de 157cm, su tipo de sangre es O y sus medidas son 81-51-80.
Atomu Kai (甲斐 亜登夢 Kai Atomu?)
Seiyū: Toshiyuki Toyonaga
Atomu es el amigo de la infancia de Buntarō. Junto con Yūka, ellos son un trío que siempre son vistos juntos. Atomu fue botado por su novia por ser "muy amable", lo cual hace que odie las chicas 3D y las parejas. El no tiene ningún talento especial, pero tiene la motivación que Sayuki necesita, lo cual lo hace el Asistente del Director. Su estatura es de 165cm y su tipo de sangre es A.

## Desarrollo y publicación
El planeamiento de Shōjotachi wa Kōya o Mezasu fue ideado por Takahiro, con Romeo Tanaka escribiendo el escenario. El director de arte y diseñador de los personajes es Matsuryū. Un demo fue publicado el 23 de octubre de 2015. El juego fue lanzado el 25 de marzo de 2016 para Windows.
El tema de apertura es "Master Up" es cantado por las seiyū de los personajes femeninos principales: Haruka Chisuga (Sayuki), Kana Hanazawa (Yūka), Satomi Satō (Uguisu) y Satomi Akesaka (Teruha).

## Adaptaciones

### Anime
Una adaptación a anime, producida por Project No.9 y dirigida por Takuya Satō, se estrenó el 7 de enero de 2016. El guion es escrito por Yuniko Ayana y Takayuki Noguchi basándose en el diseño de personajes usados en el anime con los diseños originales de Matsuryū. Un disco Blu-ray conteniendo una OVA será incluida en la "Edición Anime" del juego de Windows.
El tema de apertura es "Wastelanders" interpretado por Sayaka Sasaki y el tema de cierre es "Sekai wa Kyō mo Atarashii" (世界は今日もあたらしい, lit. "El Mundo de Hoy También es Nuevo"?) es interpretado por las seiyū de los personajes femeninos principales: Haruka Chisuga (Sayuki), Kana Hanazawa (Yūka), Satomi Satō (Uguisu) y Satomi Akesaka (Teruha).

#### Lista de Episodios
| Núm.     | Título | Fecha de Emisión      |
| -------- | --- | --------------------- |
| 1        | "Chicas que Persiguen sus Sueños" "Yume o Ō Shōjo" (夢を追う少女) | 7 de enero de 2016    |
| 2        | "Esta es Otra Primavera de Juventud" "Kore mo Hitotsu no Aoi Haru" (これもひとつの青い春)                                                                                            | 14 de enero de 2016   |
| 3        | "Es la Primera Vez" "Hajimete Nan da" (はじめてなんだ) | 21 de enero de 2016   |
| 4        | "Una Melodía de Generosidad y Sustracción" "Wagamama to Hikizan no Merodi" (わがままと引き算のメロディ)                                                                              | 28 de enero de 2016   |
| 5        | "Lo que Puedes Ver en la Tormenta" "Arashi no naka de mieru no wa" (嵐の中で見えるのは)                                                                                              | 4 de febrero de 2016  |
| 6        | "Este es el Así Llamado Episodio del Fanservice" "Kore ga iwayuru sābisu-kai to iu mono ne" (これがいわゆるサービス回というものね)                                                   | 11 de febrero de 2016 |
| 7        | "Como Siempre, Es un Diferente Tu" "Itsumo to onaji, chigau kimi" (いつもと同じ、違うキミ)                                                                                           | 18 de febrero de 2016 |
| 8        | "Dispáralo, en Verano" "Tojikomerarete, natsu" (閉じ込められて、夏) | 25 de febrero de 2016 |
| 9        | "Porque Te Amo" "Sukidakara" (好きだから) | 3 de marzo de 2016    |
| 10       | "Ataque Typhoon" "Taifūn shūrai" (タイフーン襲来) | 10 de marzo de 2016   |
| 11       | "Este Podría Ser el Comienzo" "Kore ga hajimari kamo shirenai" (これが始まりかもしれない)                                                                                            | 17 de marzo de 2016   |
| 12       | "Chicas Aspirando en el Páramo" "Shōjo-tachi wa kōya o mezasu" (少女たちは荒野を目指す)                                                                                              | 24 de marzo de 2016   |
| 13 (OVA) | "Esto Puede Ser Llamado... ¿la Versión Estratégica del Paquete del Juego?" "Senryakuteki Gēmu Bandoru-ban...to Iu Beki Mono Kashira" (戦略的ゲームバンドル版...と言うべきものかしら) | 25 de marzo de 2016   |

### Manga
Una adaptación a manga, titulada "Shōjo-tachi wa Kōya o Mezasu Tori Naku Uta" (少女たちは荒野を目指す とりなくうた?), ilustrada por Kazuchi comenzó su serialización en la revista de  manga seinen Dengeki G's Comic de la editorial ASCII Media Works en la edición de abril de 2016 que fue publicada el 29 de febrero de 2016.